# Ричланд Спрингс (Тексас)
Ричланд Спрингс (енгл. Richland Springs) град је у америчкој савезној држави Тексас. По попису становништва из 2010. у њему је живело 338 становника.

## Демографија
Према попису становништва из 2010. у граду је живело 338 становника, што је 12 (3,4%) становника мање него 2000. године.
| Група             | 2000.       | 2010.       |
| Белци             | 293 (83,7%) | 285 (84,3%) |
| Афроамериканци    | 1 (0,3%)    | 2 (0,6%)    |
| Азијати           | 0 (0,0%)    | 0 (0,0%)    |
| Хиспаноамериканци | 50 (14,3%)  | 45 (13,3%)  |
| Укупно            | 350         | 338         |